# مینولتا تی‌سی۱

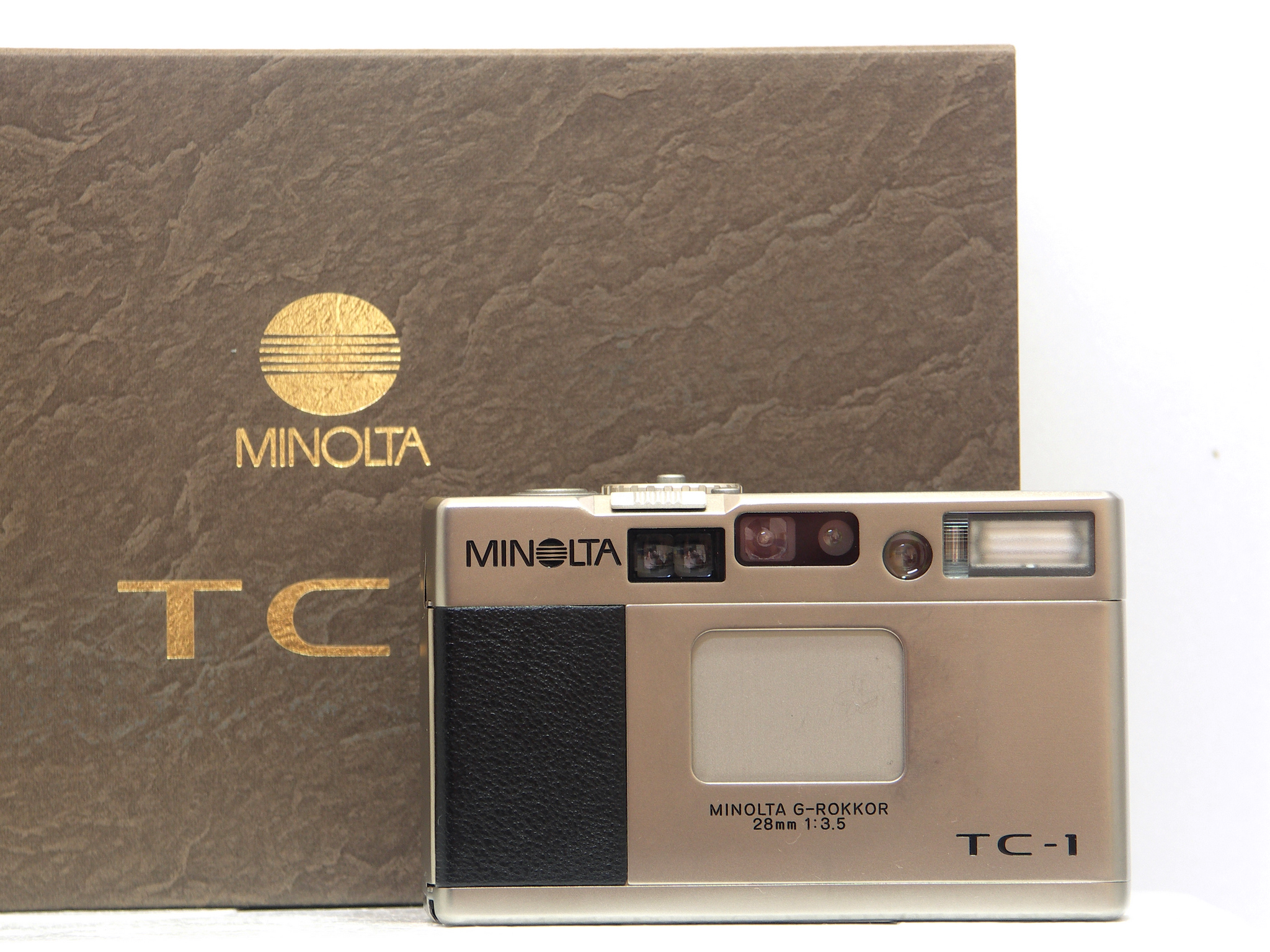
مینولتا تی‌سی۱

مینولتا تی‌سی۱ (به انگلیسی: Minolta TC-1) یک دوربین عکاسی ساخت شرکت مینولتا است.